# 英格蘭銀行20英鎊紙幣
英格蘭銀行20英鎊紙幣（Bank of England £20 note）是英鎊紙幣之一，也是英格蘭銀行發行的流通英鎊紙幣中面額第二高的紙幣。現行的20英鎊紙幣發行於2007年，正面是英國女王伊麗莎白二世的肖像，反面是蘇格蘭經濟學家亞當·斯密肖像。自2020年2月20日開始，英格蘭銀行將發行新的塑質鈔票20英鎊紙幣，反面的人物肖像也將由約瑟夫·瑪羅德·威廉·特納替代現在的亞當·斯密。
首次由英倫銀行於1725年發行，鈔票使用手寫並根據需要發布給個人

## 外部連結
- Bank of England website （页面存档备份，存于）